# Charles Piazzi Smyth
Pour les articles homonymes, voir Smyth.
Charles Piazzi Smyth (3 janvier 1819 - 21 février 1900) est un astronome britannique, qui est Astronome royal d'Écosse de 1846 à 1888. Il est connu pour avoir entrepris plusieurs améliorations dans le domaine de l'astronomie et pour avoir réalisé, avec sa femme Jessica Duncan, des études sur la grande pyramide de Gizeh.

## Biographie
Il est célèbre pour ses théories sur le thème de la pyramidologie qu'il énonce sur les propriétés astronomiques de la pyramide de Khéops et ses relations avec la Bible. Il est le filleul de l'astronome italien Giuseppe Piazzi connu pour la découverte du premier astéroïde, Cérès.
Il a contribué à la science météorologique en associant des photographies du ciel (Cloud-Forms That Have Been) avec des annotations journalières, tenues dans un album qu'il fit composer en caractères typographiques. Celui-ci contenait des tableaux à champs vierges dans lequel il inscrivait des données chiffrées, des symboles et des remarques, afin de commenter chaque image photographique avec des informations normalisées sur le climat qu'il faisait dans la ville de Ripon pendant la période 1892-1895. 
Il est aussi connu pour ses peintures et aquarelles d'astronomie, parmi lesquelles des représentations des reliefs lunaires, réalisées depuis le mont Gajara lors de l'installation de son observatoire à Tenerife (Canaries). Cette expédition est documentée par des stéréophotographies qu'il a réalisé lui-même en utilisant un appareil de prise de vue qu'il s'est fabriqué en réemployant des éléments donnés par un photographe égyptien rencontré lors de ses recherches sur les pyramides. 
L'une de ses plus célèbres peintures a été réalisée à l'observatoire royal du cap de Bonne-Espérance, en Afrique du Sud. Elle représente la comète de 1843. 

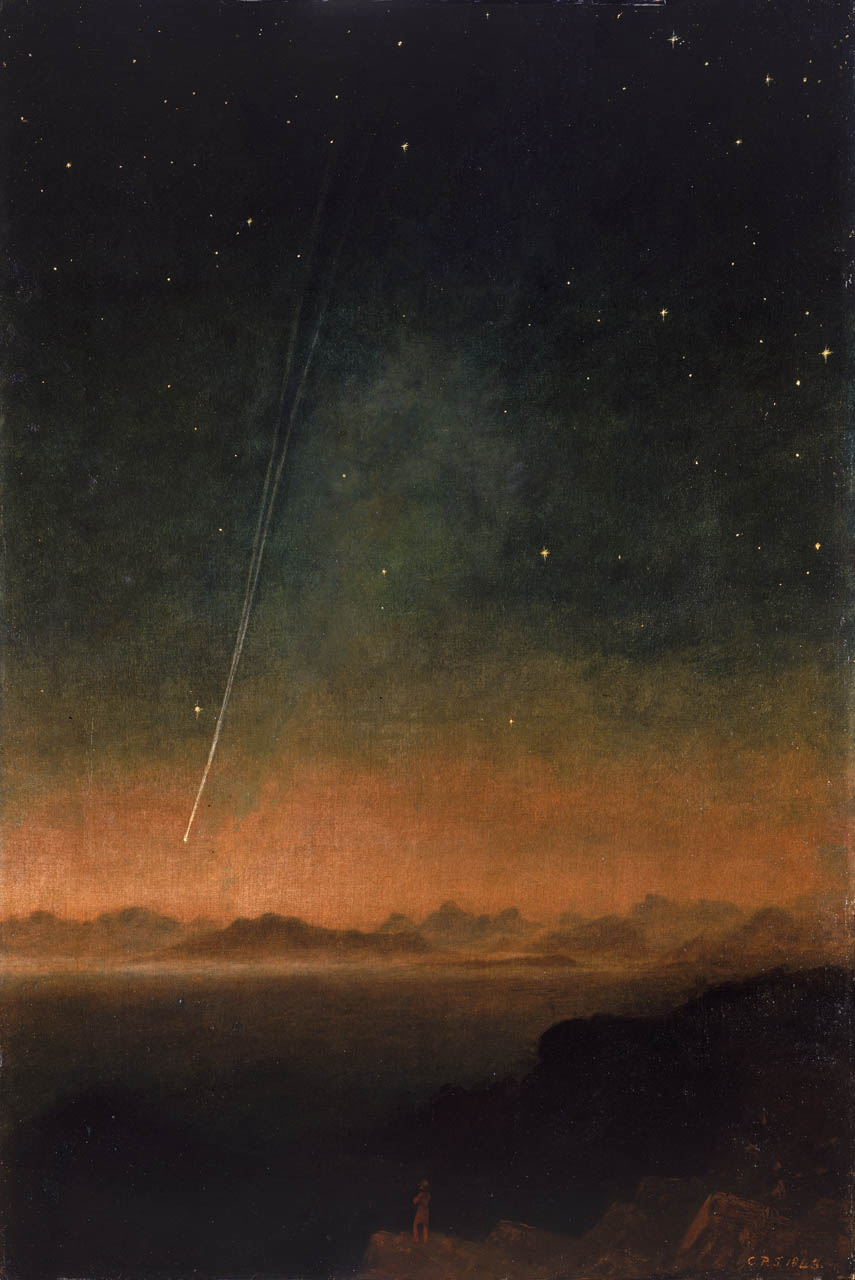
La grande comète de 1843.

## Publications
- Description of New or Improved Instruments for Navigation and Astronomy, Édimbourg, Neill & Co Printers, 1855 ;
- Teneriffe, An Astronomer's Experiment ; or, Specialities of a Residence Above the Clouds, Londres, L. Reeve, 1858 ;
- Three Cities in Russia, London, L. Reeve, 1862 ;
- The Our Inheritance in the Great Pyramid, Londres, A. Strahan, 1864.